# Tramitichromis
Tramitichromis és un gènere de peixos pertanyent a la família dels cíclids.

## Distribució geogràfica
Es troba a l'Àfrica oriental.

## Taxonomia
- Tramitichromis brevis (Boulenger, 1908)[5]
- Tramitichromis intermedius (Trewavas, 1935)[6]
- Tramitichromis lituris (Trewavas, 1931)[7]
- Tramitichromis trilineatus (Trewavas, 1931)[8]
- Tramitichromis variabilis (Trewavas, 1931)[8][9][10][11][12][13][14]